# Химмельрид
Химмельрид (нем. Himmelried) — коммуна в Швейцарии, в кантоне Золотурн. 
Входит в состав округа Тирштайн. Население составляет 964 человека (на 31 декабря 2007 года). Официальный код — 2618.